# Juniperus jaliscana
Juniperus jaliscana är en cypressväxtart som beskrevs av Maximino Martinez. Juniperus jaliscana ingår i släktet enar, och familjen cypressväxter. IUCN kategoriserar arten globalt som starkt hotad. Inga underarter finns listade i Catalogue of Life.